# Babel Fish
O Babel Fish é um serviço de traduções automáticas oferecido pelos motores de buscas AltaVista e Yahoo!. Seu nome está inspirado no Peixe Babel. Pode traduzir qualquer texto ou site a outras línguas. É um dos tradutores online da Internet mais utilizados e seu uso é gratuito e está disponível nas línguas mais utilizadas. Seu concorrente direto é o tradutor do Google, chamado Google Translate. Assim como o Google Translator, o Babel Fish pode traduzir páginas da web em tempo real conforme o usuário vai navegando. Atualmente, o Babel Fish, é gerido sob a plataforma do Yahoo!,  porque o serviço foi absorvido após da compra por parte deste último à empresa Overture Services Inc. proprietária do site AltaVista, que fora o desenvolvedor do tradutor e cuja plataforma baixo a que funcionava até 2006.
Como ocorre com todos os tradutores automáticos não sempre se consegue uma boa tradução com este sistema. A tecnologia por trás de BabelFish foi desenvolvida pela Systran, que também criou um pacote de software comercial com o mesmo nome.

## Exemplo do tradução
Este exemplo serve para ilustrar a qualidade da tradução que se pode esperar de BabelFish. Em alguns casos, o texto traduzido pode ser completamente ilegível. Uma forma de avaliar a qualidade de uma ferramenta de tradução é traduzir um texto do Português ao Inglês e, sem alterar o resultado, traduzi-lo de volta para o inverso: a partir de Inglês para Português.
Texto original:
A Wikipédia é uma enciclopédia multilíngue online livre colaborativa, ou seja, escrita internacionalmente por várias pessoas comuns de diversas regiões do mundo, todas elas voluntárias. Por ser livre, entende-se que qualquer artigo dessa obra pode ser transcrito, modificado e ampliado, desde que preservados os direitos de cópia e modificações, visto que o conteúdo da Wikipédia está sob a licença GNU/FDL (ou GFDL) e Creative Commons Attribution-ShareAlike (CC-by-SA) 3.0.[6][7] Criada em 15 de janeiro de 2001, a Wikipédia baseia-se no sistema wiki (do havaiano wiki-wiki = "rápido", "veloz", "célere").
O modelo wiki é uma rede de páginas web contendo as mais diversas informações, que podem ser modificadas e ampliadas por qualquer pessoa através de navegadores comuns, tais como o Internet Explorer, Google Chrome, Mozilla Firefox, Netscape, Opera, Safari, ou outro qualquer programa capaz de ler páginas em HTML e imagens. Este é o fator que distingue a Wikipédia de todas as outras enciclopédias: qualquer pessoa com o acesso à Internet pode modificar qualquer artigo, e cada leitor é potencial colaborador do projeto.
Resultado após a tradução Português-Inglês-Português:
O Wikipédia é um colaborativa livre em linha do multilíngue da enciclopédia, isto é, escrito internacional para algumas pessoas normais de regiões diversas do mundo, toda voluntário eles. Para estar livre, isso é compreendido que todo o artigo deste workmanship pode ser transcrito, seja modificado e estendido, desde preservou as direitas da cópia e das modificações, desde que o índice do Wikipédia está sob a licença GNU/FDL (ou GFDL) e a Atribuição-ShareAlike creativa das terras comuns (Centímetro-por-SA) 3.0. [6] [7] criou em 15 de janeiro de 2001, o Wikipédia é baseado no wiki do sistema (do wiki-wiki = do " havaianos; rápido" , " veloz" , " célere"). O wiki modelo é uma rede das páginas que a correia fotorreceptora afirma a informação a mais diversa, de que pode ser modificado e para ser estendido pelo qualquer através dos navegadores comuns, tais como Internet Explorer, o cromo de Google, Mozilla Firefox, Netscape, opera-se, safari, ou um outro um todo o programa capaz para ler páginas no HTML e nas imagens. Este é o fator que distingue o Wikipédia de todas as enciclopédias restantes: o qualquer com o acesso ao Internet pode modificar todo o artigo, e cada leitor é colaborador potencial do projeto.